# Led Zeppelin II
1969. október 22-én jelent meg a Led Zeppelin második albuma, a Led Zeppelin II (nem hivatalos nevén The Brown Bomber – A Barna Bombázó). A Led Zeppelin ötleteit továbbfejlesztve egy még sikeresebb és hatásosabb albumot hoztak létre. Dalok írására és felvételekre csak a turnék szünetében volt lehetőségük, így minden dalt más stúdióban vettek fel, épp abban, amelyik a legközelebb volt. Az elkészült dalok híven tükrözik a zenekar nyers, de egyre javuló hangzását és előadóművészi fejlődését 1969 augusztusáig. Ezalatt négy európai és három amerikai turnét bonyolítottak le.
A Led Zeppelin II az 1970-es évek hard rockjának nyitánya: a bluesos hangzású dalok, mint a „Whole Lotta Love”, a „Heartbreaker”, a „Moby Dick”, a „The Lemon Song” és a „Bring It on Home” ma már a műfaj klasszikusai közé tartoznak, melyekben a gitárriff határozza meg a dalt és adja a fő dallamot. 1969 könnyűzenéjében ez még rendhagyónak számított. Jimmy Page szólója a „Heartbreaker”-ben a zenekar intenzitását tükrözi és sokan próbálták már felülmúlni. Page tehetségét, találékonyságát és produceri minőségében vett eredetiségét bizonyítják az úttörő felvételi eljárások és a dobok bemikrofonozásával létrejött effektek (például a „Ramble On” és a „Whole Lotta Love” című dalokon). Az instrumentális „Moby Dick” John Bonham dobszólója, mely koncerteken több mint fél óra hosszat tartott.
A Led Zeppelin II-n is hallhatóak más zenei megoldásokkal és stílusokkal való kísérletek. Jó példa erre az egyszer visszafogott, másszor hangos „What is and What Should Never Be”, a „Ramble On” (melyben Page akusztikus gitáron játszik), vagy a popos „Thank You”. A „Ramble On” teremtette misztikus légkör először társítja a hard rockot és a fantasztikus témákat. Ennek eredete részben a két-három évvel korábban virágkorát élő pszichedelikus zenében, részben Robert Plant Tolkien iránti rajongásában keresendő. Utóbbi hatás majd a Led Zeppelin címnélküli negyedik albumán éri el a tetőpontját. (Később rengeteg zenekar merített ihletet hasonló forrásokból.)
A Led Zeppelin legnagyobb sikere kereskedelmileg a „Whole Lotta Love” volt. Miután az Atlantic Records kislemezen kiadta (a zenekar akarata ellenére), 1970 januárjában a 4. helyet érte el a Billboard Hot 100-as listáján. B-oldala, a „Living Loving Maid (She's Just a Woman)” 1970 áprilisában a 65. lett.
A Led Zeppelin II – és az első album – kereskedelmi sikere után többen vádolták meg a zenekart plagizálással (például Willie Dixon a „Whole Lotta Love” szövege miatt).
Az albumot sokan a heavy metal előfutárának tartják, mely olyan előadókat inspirált, mint a Blue Öyster Cult, a Deep Purple és a Van Halen.
2003-ban, a Minden idők 500 legjobb albumának listája szavazáson a 75. helyet érte el.

## Az album dalai

### Első oldal
1. Whole Lotta Love (Willie Dixon/Bonham/Jones/Page/Plant) – 5:34
2. What is and What Should Never Be (Page/Plant) – 4:45
3. The Lemon Song (Howlin' Wolf/Bonham/Jones/Page/Plant) – 6:19
4. Thank You (Page/Plant) – 4:49

### Második oldal
1. Heartbreaker (Bonham/Jones/Page/Plant) – 4:14
2. Living Loving Maid (She’s Just a Woman) (Page/Plant) – 2:39
3. Ramble On (Page/Plant) – 4:24
4. Moby Dick (Bonham/Jones/Page) – 4:20
5. Bring it on Home (Dixon/Page/Plant) – 4:21

## Közreműködők
- Jimmy Page – akusztikus, elektromos és pedálos steelgitár, teremin, vokál, producer
- Robert Plant – ének, szájharmonika
- John Paul Jones – basszusgitár, orgona, vokál
- John Bonham – dob, ütőhangszerek, vokál

### Produkció
- Eddie Kramer – hangmérnök, keverés
- George Chkiantz – hangmérnök (1, 2)
- Chris Huston – hangmérnök (3, 8)
- Andy Johns – hangmérnök (4)
- Peter Grant – produkciós vezető